# Sis dies de Maryborough
Els Sis dies de Maryborough era una cursa de ciclisme en pista, de la modalitat de sis dies, que es corria a Maryborough (Austràlia). La seva primera edició data del 1961 i es van fer tres edicions fins al 1967.

## Palmarès
| Any     | Primers                          | Segons                         | Tercers                     |
| ------- | -------------------------------- | ------------------------------ | --------------------------- |
| 1961    | Bruce Clarke · Robert Ryan       | Jim Cross · William Lawrie     | John Perry · Keith Reynolds |
| 1962    | Jim Luttrell · Ronald Murray     | Rocky Maher · Sidney Patterson | Orazio Damico · Nino Solari |
| 1963-66 | No disputats                     |                                |                             |
| 1967    | Sidney Patterson · Barry Waddell | Keith Oliver · Robert Ryan     | Vic Browne · Ian Stringer   |